# Cephenemyia kaplanovi
Cephenemyia kaplanovi är en tvåvingeart som först beskrevs av Grunin 1947.  Cephenemyia kaplanovi ingår i släktet Cephenemyia och familjen styngflugor. Inga underarter finns listade i Catalogue of Life.